# Теопемпт (митрополит Київський)
Теопемпт (за сучасним українським правописом), або Феопе́мпт († 1049) — Митрополит Київський і всієї Русі, за походженням грек.
Згідно з Іпатіївським літописом, він поставлений у Київ Константинопольським Патріархом Алексієм Студитом 1038 року (за іншими даними 1035 року). Того ж року Митрополит освячував у Києві Софійський собор, а 1039 року — переосвятив церкву в ім'я Пресвятої Богородиці, яку згодом стали називати Десятинною.
1039 брав участь у патріаршому синоді в Константинополі. Вважається засновником єпископських кафедр у Юр'єві та Переяславлі (нині м. Переяслав). Оскільки дата смерті Феопемпта до нас не дійшла, деякі історики, спираючись на пізні джерела 16 ст., помилково вважали, що в роки русько-візантійського конфлікту 1043—46 митрополича кафедра залишалася вакантною, та навіть «заповнювали» цю прогалину апокрифічним Кирилом.
Митрополит Феопемт є одним із персонажів історичного роману Павла Загребельного «Диво».